# Yannick Zachée
Yannick Zachée (Meulan-en-Yvelines, 29 ottobre 1986) è un ex cestista francese con cittadinanza centrafricana.

## Carriera
Con la Rep. Centrafricana ha disputato quattro edizioni dei Campionati africani (2009, 2011, 2015, 2021).